# Ронкето (Варезе)
Ронкето је насеље у Италији у округу Варезе, региону Ломбардија.
Према процени из 2011. у насељу је живело 35 становника. Насеље се налази на надморској висини од 294 м.